# Campagne de Saint-André
La campagne de Saint-André ou plaine / plateau de Saint-André ou campagne d’Évreux est un pays de Normandie jouxtant le Perche délimitée par le Pays d'Ouche à l’ouest, le Thymerais et l’Avre au sud et l’Eure au nord et à l’est. Certaines communes se trouvent aujourd'hui dans le département de l'Eure-et-Loir comme Dampierre-sur-Avre, dont la partie au nord de l'Avre fait partie de la campagne de Saint-André.

## Présentation
C'est la plus vaste région naturelle du département de l'Eure, dont elle occupe plus de 20 % de la superficie, au sud-est. Elle est centrée sur la ville de Saint-André-de-l'Eure, d'où son nom.
C'est un plateau presque entièrement voué à la grande culture céréalière qui évoque beaucoup la Beauce voisine. Ses limites sont marquées par les vallées de l'Eure et de son affluent, l'Iton.